# Nécropole nationale du Silberloch - Hartmannswillerkopf

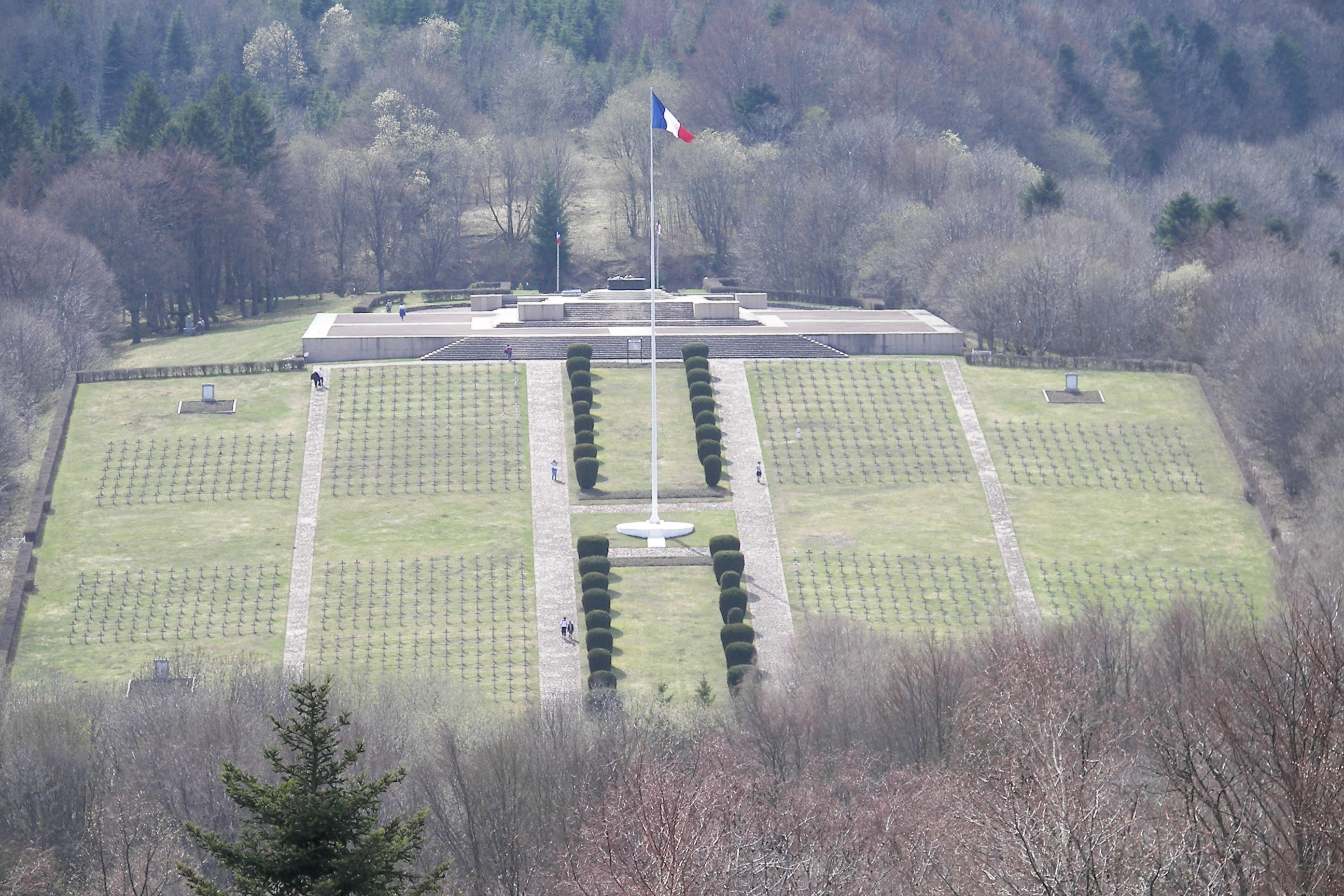
Nécropole nationale du Silberloch - Hartmannsweilerkopf (deutsch: Französische Kriegsgräberstätte Silberloch - Hartmannswillerkopf)

Die Nécropole nationale du Silberloch - Hartmannswillerkopf (deutsch: Französische Kriegsgräberstätte Silberloch - Hartmannswillerkopf) ist ein französischer Soldatenfriedhof am Fuße des Hartmannswillerkopfes (Vieil Armand) für 1.640 französische Soldaten und 384 unbekannte Soldaten, die im Ersten Weltkrieg bei der Schlacht um den Hartmannswillerkopf fielen.

## Lage

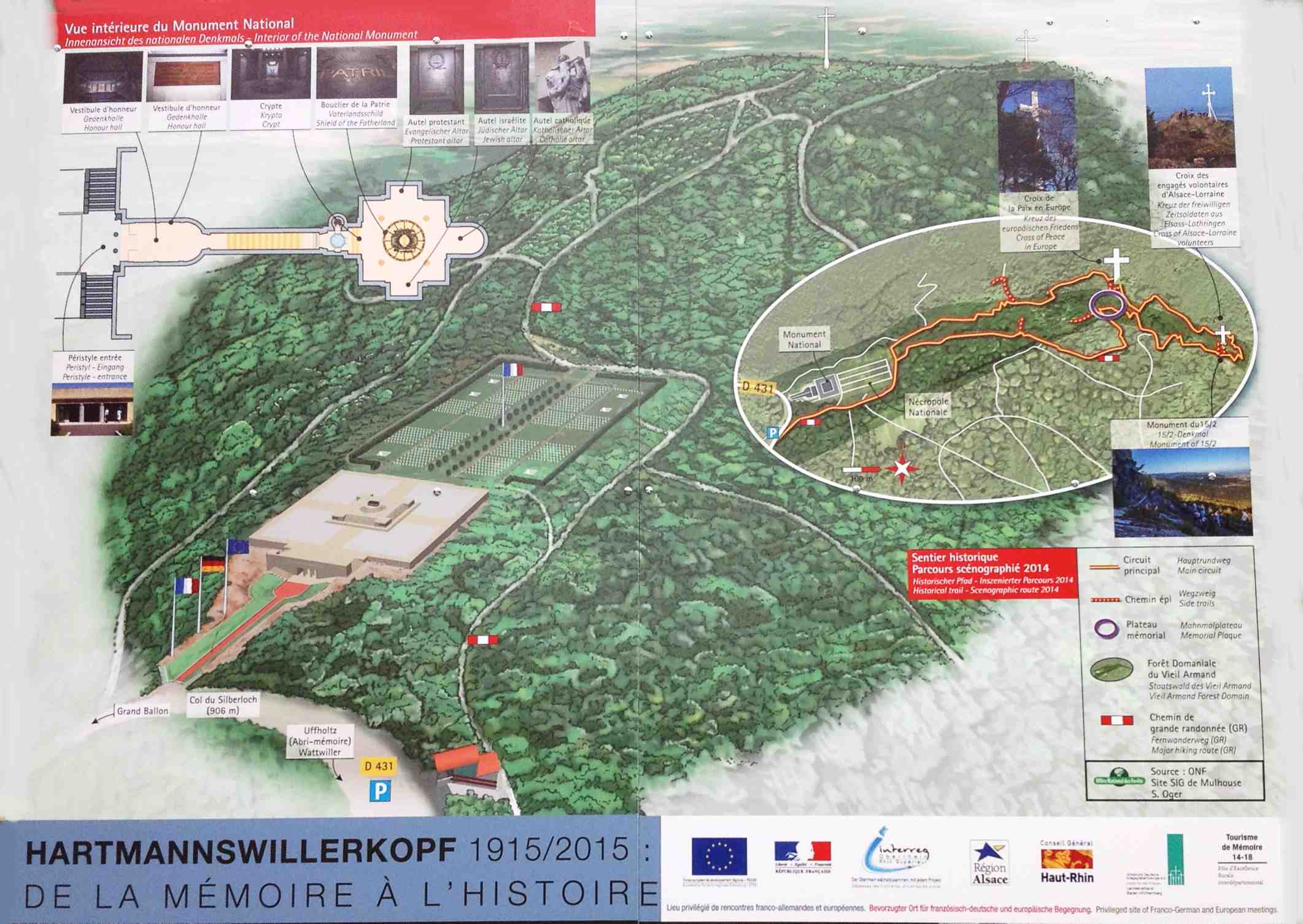
Karte des Hartmannswillerkopfs auf einer Informationstafel bei der Gedenkstätte. September 2012

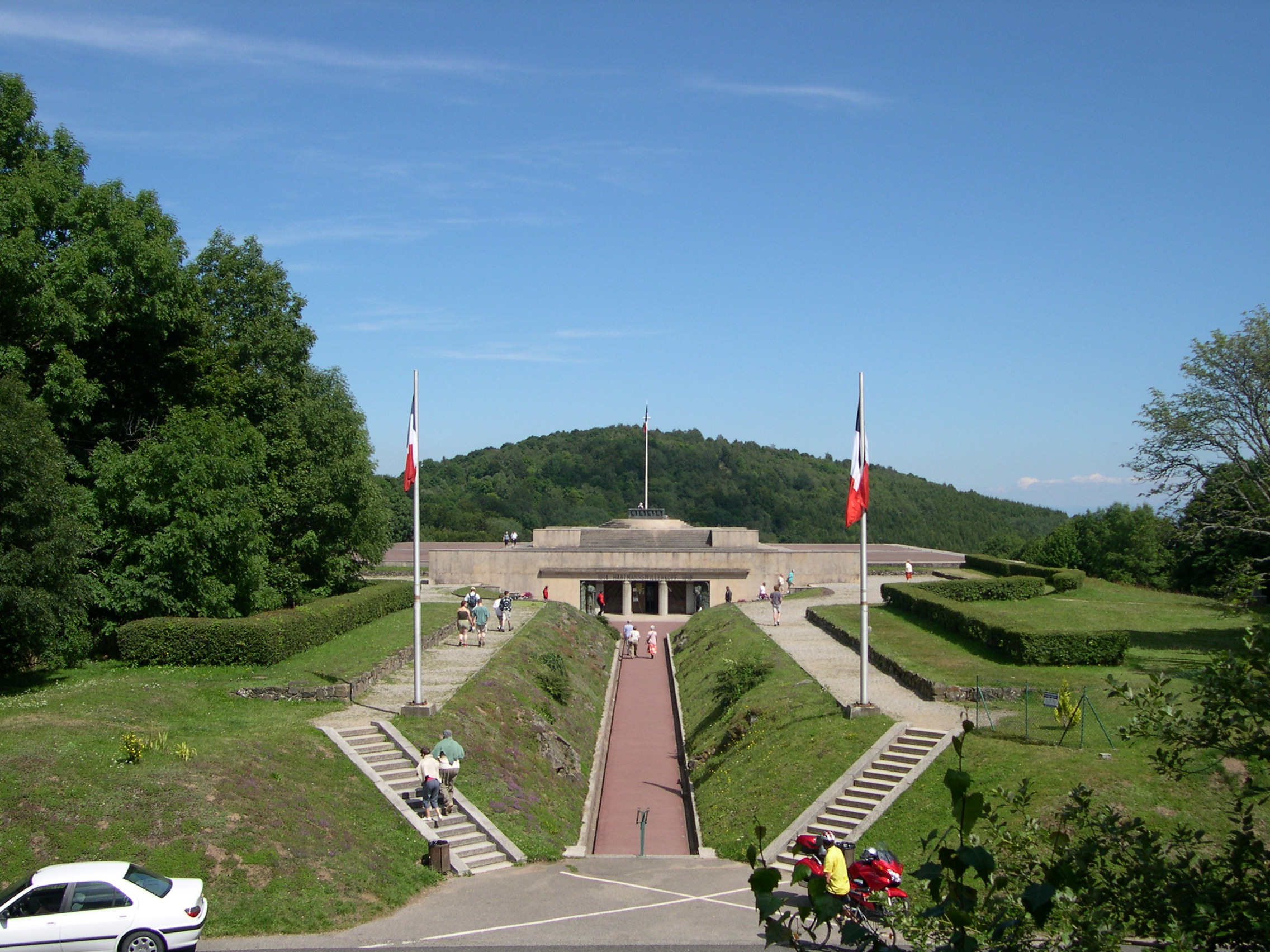
Zugang zur Krypta Hartmannswillerkopf

Die nach dem nahegelegenen Col du Silberloch benannte Kriegsgräberstätte nordwestlich von Mulhouse und Cernay ist von Cernay über die D 431 zu erreichen. Sie liegt nordwestlich von Wattwiller (und in Luftlinie westlich von Hartmannswiller) am Fuße des Hartmannswillerkopfes. Das Ensemble besteht aus der oberirdischen Kriegsgräberstätte und dem unterirdischen Beinhaus (crypte) für weitere 12.000 unbekannte französische Soldaten. In der Nähe befindet sich das Historial franco-allemand du Hartmannswillerkopf. 
Auf Grund der Winterbedingungen in den Vogesen ist das Mahnmal geschlossen und die Zufahrt im Winter gesperrt.

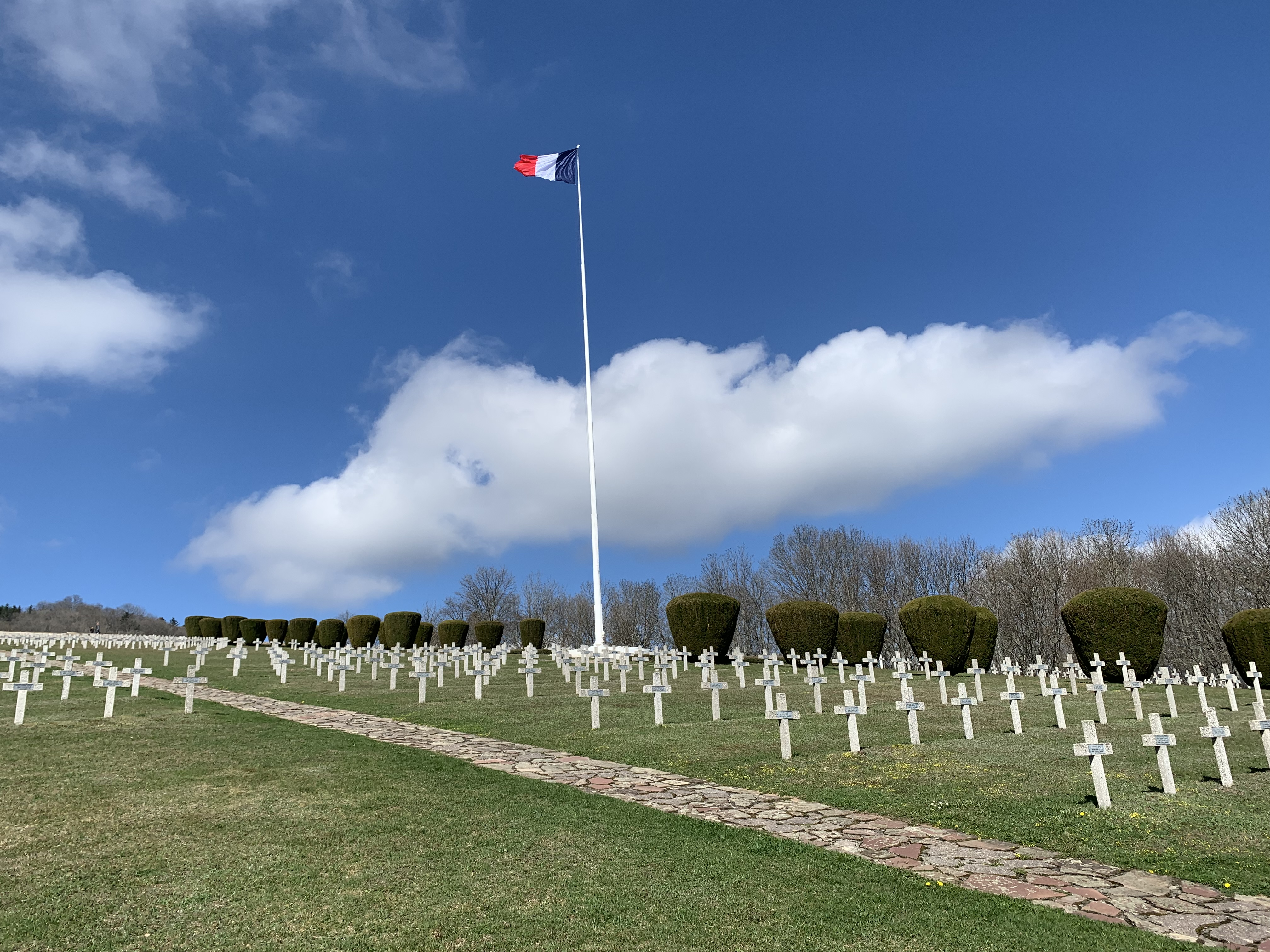
Nahansicht des Friedhofs

## Geschichte
Auf dem Friedhof Silberloch wurden bereits 1915 die französischen Kriegstoten des Frontabschnittes beigesetzt. Von 1921 bis 1926 nahm er die Toten aus verstreuten Gräbern im Schlachtfeld auf. Von den Soldatenfriedhöfen Wattwiller, Steinbach, Uffholtz, Willer, südlich von Thann, von la Doller wurden die Gefallenen umgebettet. Die Soldatenfriedhöfe von Moosch et von Guebwiller blieben bestehen. Der Friedhof wurde 1921 zur Nécropole nationale erklärt. Im Jahr 1932 wurde der Friedhof durch Albert Lebrun gestaltet.

## Weitere Kriegsgräberstätten um den Hartmannswillerkopf
Weitere unbekannte französischen Kriegstote der Schlacht um den Hartmannswillerkopf ruhen in der zum Ensemble gehörenden unterirdischen Nécropole nationale du Vieil-Armand (Hartmannswillerkopf) in der crypte-ossuaire (Beinhaus). Weiter sind deutsche und französische Tote in der Kriegsgräberstätte Guebwiller beigesetzt. In Cernay gibt es auch den französischen Soldatenfriedhof Nécropole nationale de Cernay mit Kriegstoten aus dem Ersten und Zweiten Weltkrieg. 
In der Deutschen Kriegsgräberstätte Cernay ruhen deutsche Kriegstote des Ersten Weltkriegs aus der Schlacht um den Hartmannswillerkopf und Kriegstote aus dem Zweiten Weltkrieg.